# Celulă solară

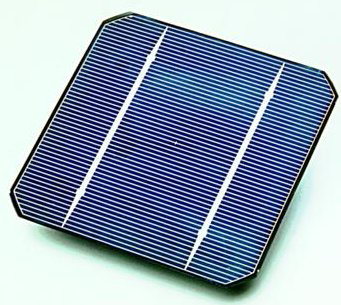
O celulă solară tipică

O celulă solară este alcătuită din două sau mai multe straturi de material semiconductor, cel mai întâlnit fiind siliciul. Aceste straturi au o grosime cuprinsă între 0,001 și 0,2 mm și sunt dopate cu anumite elemente chimice pentru a forma joncțiuni „p” și „n”. Această structură e similară cu a unei diode. Când stratul de siliciu este expus la lumină se va produce o „agitație” a electronilor din material și va fi generat un curent electric.
Celulele, numite și celule fotovoltaice, au de obicei o suprafață foarte mică și curentul generat de o singură celulă este mic dar combinații serie, paralel ale acestor celule pot produce curenți suficient de mari pentru a putea fi utilizați în practică. Pentru aceasta, celulele sunt încapsulate în panouri care le oferă rezistență mecanică și la intemperii.

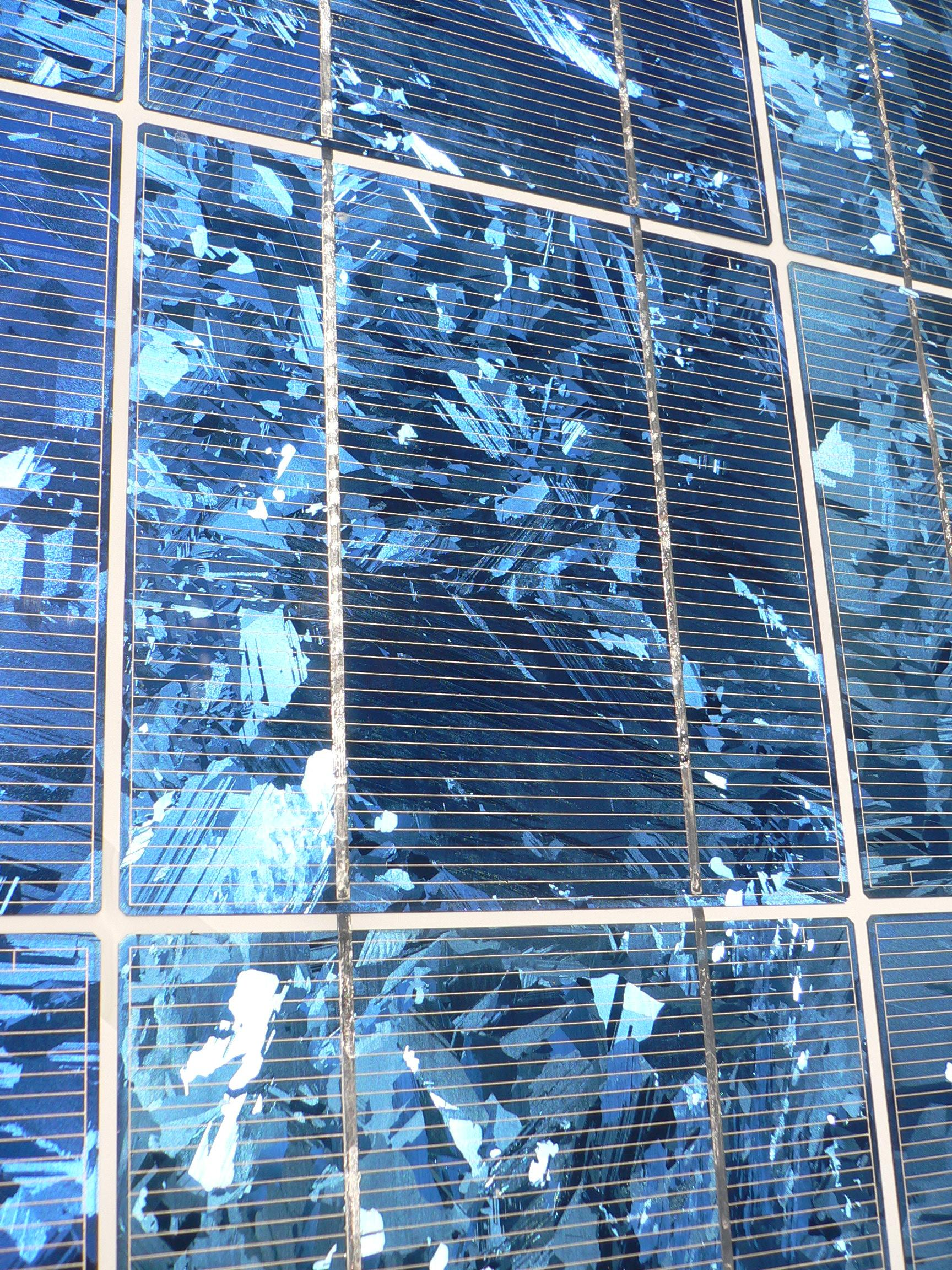
Celule fotovoltaice policristaline într-un modul solar.

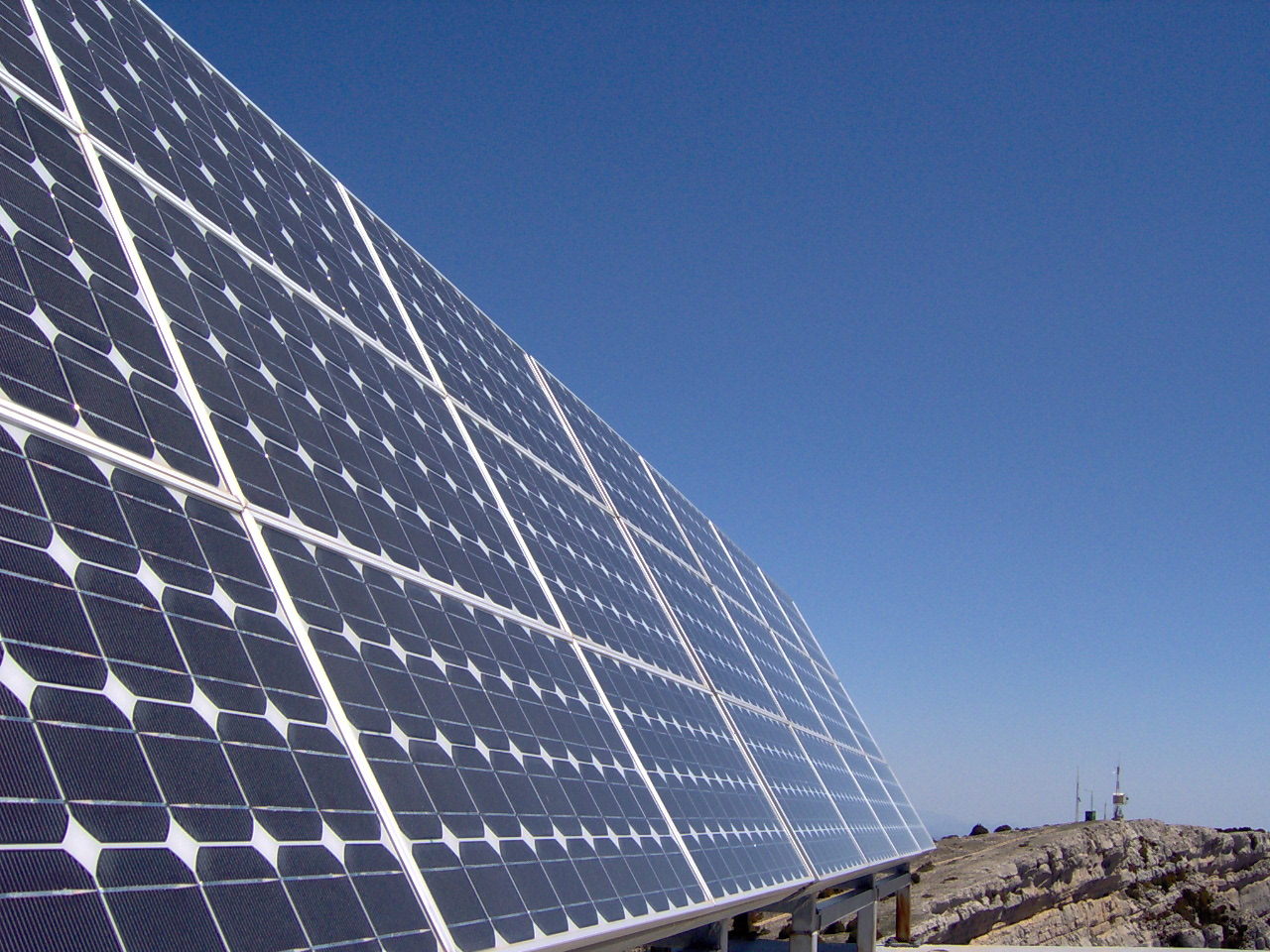
Panou solar

## Clasificare
Celulele solare pot fi clasificate după mai multe criterii. Cel mai folosit criteriu este după grosimea stratului materialului. Aici deosebim celule cu strat gros și celule cu strat subțire.
Un alt criteriu este felul materialului: se întrebuințează, de exemplu, ca materiale semiconductoare combinațiile CdTe, GaAs sau CuInSe, dar cel mai des folosit este siliciul.
După structură de bază deosebim materiale cristaline(mono-/policristaline) respectiv amorfe.
În fabricarea celulelor fotovaltaice pe lângă materiale semiconductoare, mai nou, există posibiltatea utilizării și a materialelor organice sau a pigmenților organici.

### Materiale
1. Celule pe bază de siliciu 
  - Strat gros
    - Celule monocristaline (c-Si)
 randament mare - în producția în serie se pot atinge până la peste 20 % randament energetic, tehnică de fabricație pusă la punct; totuși procesul de fabricație este energofag, ceea ce are o influență negativă asupra periodei de recuperare (timp în care echivalentul energiei consumate în procesul de fabricare devine egal cantitatea de energia generată).
    - Celule policristaline (mc-Si)
 la producția în serie s-a atins deja un randament energetic de peste la 16 %, cosum relativ mic de energie în procesul de fabricație, și până acum cu cel mai bun raport preț – performanță.

  - Strat subțire
    - Celule cu siliciu amorf (a-Si)
 cel mai mare segment de piață la celule cu strat subțire; randament energetic al modulelor de la 5 la 7 %; nu există strangulări în aprovizionare chiar și la o producție de ordinul TeraWatt
    - Celule pe bază de siliciu cristalin, ex. microcristale (µc-Si)
 în combinație cu siliciul amorf randament mare; tehnologia aceeași ca la siliciul amorf
2. Semiconductoare pe bază de elemente din grupa III-V 
  - Celule cu GaAs 
 randament mare, foarte stabil la schimbările de temperatură, la încălzire o pierdere de putere mai mică decât la celulele cristaline pe bază de siliciu, robust vizavi de radiația ultravioletă, tehnologie scumpă, se utilizează de obicei în industria spațială (GaInP/GaAs, GaAs/Ge)
3. Semiconductoare pe bază de elemente din grupa II-VI
  - Celule cu CdTe 
 utilizează o tehnologie foarte avantajoasă CBD(depunere de staturi subțiri pe suprafețe mari în mediu cu pH , temperatură și concentrație de reagent controlate) ; în laborator s-a atins un randament de 16 %, dar modulele fabricate până acum au atins un randament sub 10 %, nu se cunoaște fiabilitatea. Din motive de protecția mediului este improbabilă utilizarea pe scară largă.
4. Celule CIS, CIGS 
 CIS este prescurtarea de la Cupru-Indiu-Diselenid produs în stație pilot la firma Würth Solar în Marbach am Neckar, respectiv Cupru-Indiu-Disulfat la firma Sulfurcell în Berlin, iar CIGS pentru Cupru-Indiu-Galiu-Diselenat produs în stație pilot în Uppsala/Suedia. Producătorii de mai sus promit trecerea la producția în masă în anul 2007.
5. Celule solare pe bază de compuși organici 
 Tehnologia bazată pe chimia organică furnizează compuși care pot permite fabricarea de celule solare mai ieftine. Prezintă, totuși, un impediment faptul că aceste celule au un randament redus și o durată de viață redusă (max. 5000h). Încă (ianuarie 2007) nu există celule solare pe bază de compuși organici pe piață.
6. Celule pe bază de pigmenți 
 Numite și celule Grätzel utilizează pigmenți naturali pentru transformarea luminii în energie electrică; o procedură ce se bazează pe efectul de fotosinteză. De obicei sunt de culoare mov.
7. Celule cu electrolit semiconductor 
 De exemplu soluția: oxid de cupru/NaCl. Sunt celule foarte ușor de fabrict dar puterea și siguranța în utilizare sunt limitate.
8. Celule pe bază de polimeri 
 Deocamdată se află doar în fază de cercetare.

### Rezervele de materia primă
Ca materie primă de bază siliciul este disponibil în cantități aproape nelimitate. Pot apărea însă strangulări în aprovizionare datorate capacităților de producție insuficiente și din cauza tehnologiei energofage.
La celulele solare ce necesită materiale mai speciale cum sunt cele pe bază de indiu, galiu, telur și seleniu situația se prezintă altfel. La metalele rare indiu și galiu consumul mondial (indiu cca. 850 t, galiu cca. 165 t) depășește deja de mai multe ori 
producția anulă (USGS Minerals Information). Deosebit de critică este situația datorită creșterii accentuate a consumului de indiu în formă de indiu – oxid de zinc în ecranele cu cristale lichide și cele cu LED organic, precum și utilizării de galiu și indiu în producția diodelor luminiscente (LED) care se comercializează în surse de lumină cu consum mic de energie respectiv ca sursă de lumină de fundal în televizoare cu ecran plat.
Rezervele de indiu, estimate la 6000 tone (economic exploatabile 2800 tone), se presupune că se vor epuiza deja în acest deceniu.
La seleniu și telur, care e și mai greu de găsit, situația pare mai puțin critică, deoarece ambii metaloizi se regăsesec în cantități mici în nămolul anodic rezultat în urma procesului de electroliză a cuprului iar producătorii de cupru utilizează doar o parte din nămolul rezultat pentru extragerea de telur și seleniu. Rezervele exploatabile economic la seleniu se estimează totuși la doar 82000 tone, iar la telur la doar 43000 tone, vizavi de cupru unde se estimează la 550 milioane tone.
Multe procese de producție utilizează galiu, indiu, seleniu și telur în mod neeconomic.
Spre deosebire de cupru, unde procesul de reciclare este pus la punct, la galiu, indiu, seleniu și telur procesul de reciclare nu este posibil deoarece aceste elemente se găsesc incluse în structuri multistrat foarte fin distribuite de unde recuperarea, se pare, nici în viitor nu va fi posibilă.

### Moduri de construcție
Pe lângă materia primă o importanță mare prezintă tehnologia utilizată. Se deosebesc diferite structuri și aranjamente în care se depun electrozii de acoperire transparenți a căror rezistență nu este deloc neglijabilă.
Alte tehnici vizează mărirea eficienței asigurând absorbția unui spectru de frecvență cât mai larg prin suprapunerea mai multor materiale cu diferite caracteristici de absorbție. Se încearcă selectarea materialelor în așa fel încât spectrul luminii naturale să fie absorbit la maximum.
Actualmente celulele solare pe bază de materiale semiconductoare cele mai des comercializate sunt cel pe bază de siliciu.
Celulele solare pe bază de materiale semiconductoare utilizate pentru producerea de energie electrică sunt legate în module. Pe un modul se află mai multe rânduri de celule solare conectate în serie între ele pe fața și pe reversul modulului permițând, datorită tensiunii însumate, utilizarea unor conductori cu secțiune mai mică decât la legarea în paralel.
Pentru protejarea unei celule solare împotriva efectului de avalanșă în joncțiune, datorată potențialului mai mare (apărută de exemplu la umbrirea parțială a modulului), trebuie incorporate paralel cu celulele solare diode de protecție(bypass).
Sistemele de panouri solare sunt înzestrate uneori cu mecanisme de orientare, panoul fiind în permanență direcționat pentru a exploata la maximum energia solară incidentă.
Randamentul termodinamic maxim teoretic pentru producerea de energie din lumina solară este de 85 %. Acesta se calculează din temperatura suprafeței soarelui(5800 °K), temperatura maximă de absorbție(<2500 °K, tempertura de topire a materialelor greu fuzibile) și temperatura mediului înconjurător(300 °K).

Dacă se utilizează doar o porțiune din spectrul luminii solare, valoarea teoretică se reduce în funcție de lungimea de undă, până la 5-35 %. Neutilizarea spectrului complet este una din dezavantajele celulelor solare față de centralele solare termice.

Absorbția radiației solare de către siliciu (mono- și respectiv policristalin)

Absorbția radiației solare de către Antimonatul de Galiu

### Principiu de funcționare

Princ. de funcționare a celulei solare cu semiconductori: Fotoni incidentali eliberează electroni și goluri, care se vor separa în câmpul electric al zonei de sarcină spațială a joncțiunii p-n

Structura unei celule solare simple cu impurificare pin - positive intrinsic negative.

semiconductoare în principiu sunt construite ca niște fotodiode cu suprafață mare care însă nu se utilizează ca detectoare de radiații ci ca sursă de curent. 

Interesant la acest tip de semiconductoare este că prin absorbție de energie (căldură sau lumină) eliberează purtători de sarcină (electroni și goluri). Este nevoie de un câmp electrostatic intern pentru ca din acești purtători să se creeze un curent electric dirijându-i în direcții diferite.

Acest câmp electric intern apare în dreptul unei joncțiuni p-n. Pentru că intensitatea fluxului luminos scade exponențial cu adâncimea, această joncțiune este necesar să fie cât mai aproape de suprafața materialului și să se pătrundă cât mai adânc. Această joncțiune se creează prin impurificarea controlată. Pentru a realiza profilul dorit, în mod normal se impurifică „n” un strat subțire de suprafață și „p” stratul gros de dedesubt în urma căruia apare joncțiunea. Sub acțiunea fotonilor apar cupluri electron-gol în joncțiune, din care electronii vor fi accelerați spre interior, iar golurile spre suprafață. O parte din aceste perechi electron-gol se vor recombina în joncțiune rezultând o disipare sub formă de căldură, restul curentului putând fi utilizat de un consumator, încărcat într-un acumulator sau prin intermediul unui invertor livrat în rețeaua publică. Tensiunea electromotoare maximă la bornele unei celule solare (de exemplu la cele mai utilizate, celulele de siliciu cristaline) este de 0,5 V.
Structura celulelor solare se realizează în așa mod încât să absoarbă cât mai multă lumină și să apară cât mai multe sarcini în joncțiune. Pentru aceasta electrodul de suprafață trebuie să fie transparentă, contactele la acest strat să fie pe cât posibil de subțiri, pe suprafață se va aplica un strat antireflectorizant pentru a micșora gradul de reflexie a luminii incidente. Acestui strat antireflectorizant i se atribuie culoare negru-albăstruie a celulelor solare care fără aceasta ar avea o culoare gri-argintie.
La celulele solare moderne se obține din nitrat de siliciu prin procedeul PE-CVD(pe o suprafață încălzită se depun în urma unei reacții chimice componente extrase dintr-o fază gazoasă) un stratul antireflectorizant de cca 70 nm grosime (sfert de lungime de undă la un coeficient de refracție de 2,0). Se mai utilizează straturi reflectorizante din SiO2 și TiO2 ce se depun prin procedeul AP-CVD.
Grosimea stratului influențează culoarea celulei (culoarea de interferență). Grosimea stratului trebuie să fie cât se poate de uniformă, deoarece abateri de câțiva nanometri măresc gradul de reflexie. Celulele își datorează culoarea albastră realizării unei grosimi ce corespunde lungimii de undă a culorii roșii, culoarea cea mai bine absorbită de siliciu. În principiu însă în acest mod se pot realiza celule roșii, galbene, sau verzi la cerințe arhitectonice deosebite, dar vor avea un randament mai slab.
În cazul nitratului de siliciu și a bioxidului de siliciu stratul antireflectorizant mai are și un rol de a reduce viteza de recombinare superficială.

## Celule solare pe bază de siliciu

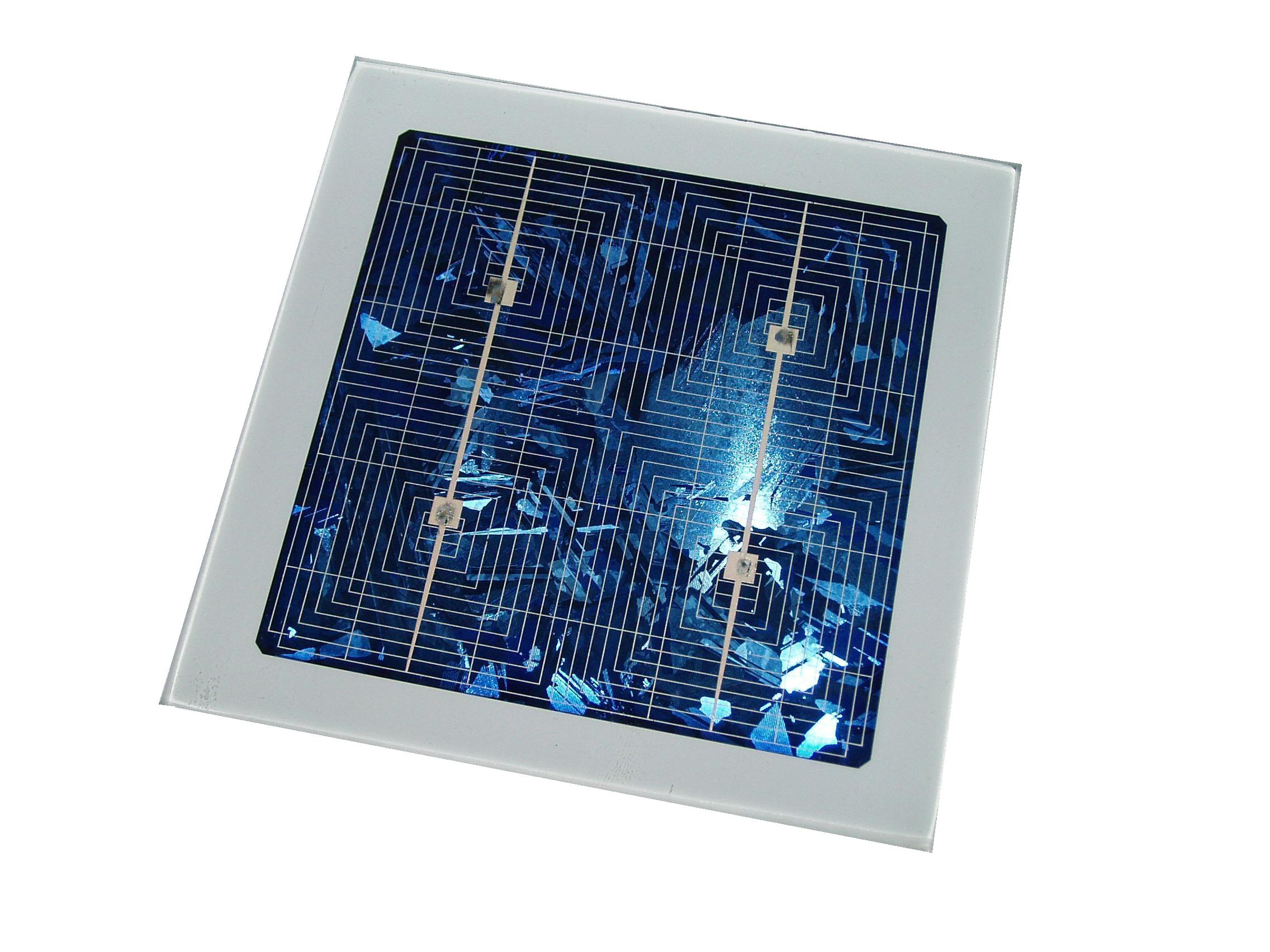
Celulă solară multicristalină

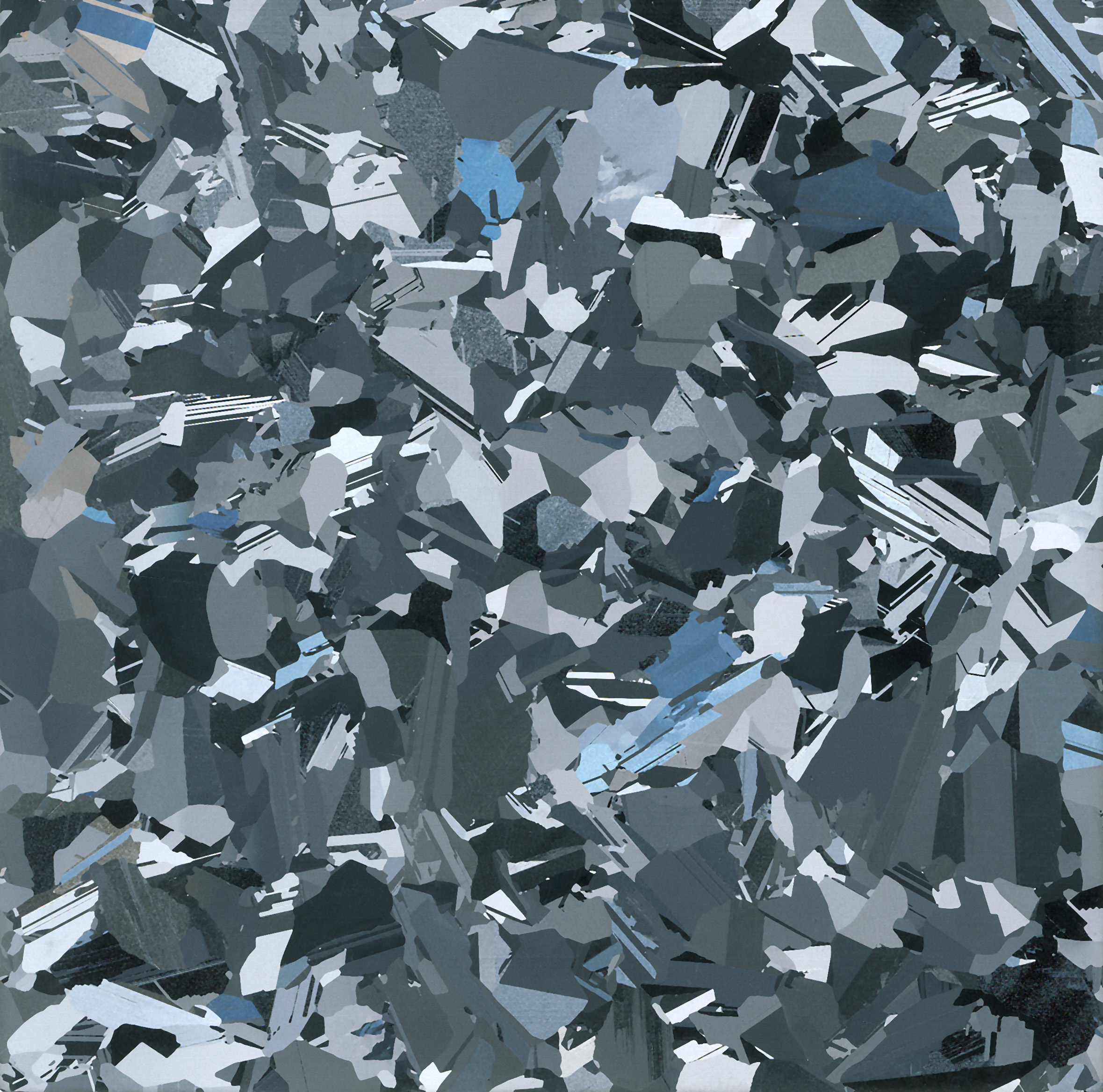
o placă (wafer) multicristalină

Materialul cel mai utilizat pentru fabricarea de celule solare pe bază de semiconductori este Siliciul. Dacă la început pentru producerea celulelor solare se utilizau deșeuri rezultate din alte procese tehnologice pe bază de semiconductori, astăzi se apelează la materiale special în acest scop fabricate. Pentru industria semiconductorilor siliciul este materialul aproape ideal. Este ieftin, se poate produce întru-un singur cristal la un înalt grad de puritate, și se poate impurifica(dota) în semiconductor de tip “n” sau “p”. Prin simpla oxidare se pot crea straturi izolatoare subțiri. Totuși lărgimea zonei interzise fac siliciul mai puțin potrivit pentru exploatarea directă a efectului fotoelectric. Celule solare pe bază pe siliciu cristalin necesită o grosime de strat de cel puțin 100 µm sau mai mult pentru a pute absorbi lumina solară eficient. La celulele cu strat subțire de tip semiconductor direct ca de exemplu GaAs sau chiar siliciu cu structura cristalină puternic perturbată (vezi mai jos), sunt suficiente 10 µm.
În funcție de starea cristalină se deosebesc următoarele tipuri de siliciu:
- Monocristaline Celulele rezultă din așa numitele Wafer (plăci de siliciu dintr-un cristal). Aceste cristale reprezintă materia de bază pentru industria de semiconductori și sunt destul de scumpe.
- Policristaline Celulele sunt din plăci care conțin zone cu cristale cu orientări diferite. Acestea pot fi fabricate de exemplu prin procedeul de turnare, sunt mai ieftine și ca atare cele mai răspândite în producția de dispozitive fotovoltaice. Deseori ele se numesc și celule solare policristaline.
- Amorfe Celulele solare constau dintr-un strat subțire de siliciu amorf (fără cristalizare) și din această cauză se numesc celule cu strat subțire. Se pot produce de exemplu prin procedeul de condensare de vapori de siliciu și sunt foarte ieftine, dar au un randament scăzut în spectru de lumină solară, totuși au avantaje la lumină slabă. De aceea se utilizează în calculatoare de buzunar și ceasuri.
- Microcristaline Acestea sunt celule cu strat subțire cu structură microcristalină. Au un randament mai bun decât celulele amorfe și nu au un strat atât de gros ca cele policristaline. Se utilizează parțial la fabricarea de panouri fotovoltaice, dar nu sunt atât de răspândite.
- Celule solare tandem sunt straturi de celule solare suprapuse, de obicei o combinație de straturi policristaline și amorfe. Straturile sunt din materiale diferite și astfel acordate pe domenii diferite de lungimi de undă a luminii. Prin utilizarea unui spectru mai larg din lumina solară, aceste celule au un randament mai mare decât celulele solare simple. Se utilizează parțial la fabricarea de panouri solare dar sunt relativ scumpe. O ieftinire apreciabilă se va obține prin utilizarea în combinație cu sisteme de lentile, așa numitele sisteme de concentrare.

### Fabricația având la bază blocuri sau bare de siliciu
Celulele solare obișnuite pot fi confecționate după mai multe metode de fabricație.

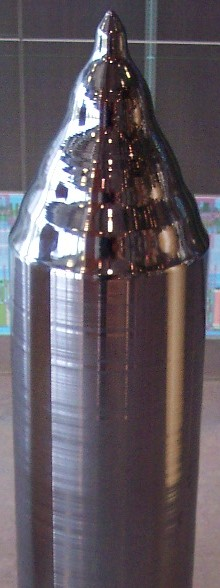
monocristal de siliciu utilizat la fabricarea plăcilor de siliciu după procedeul Czochralski

Materia primă siliciu este al doilea element chimic din compoziția scoarței terestre în privința cantității. Se regăsește în compuși chimici cu alte elemente formând silicate sau cuarț. Siliciul brut numit și siliciu metalurgic se obține din cuarț prin topire în furnal.Reducerea siliciului se petrece cu ajutorul carbonului la o temperatura de cca 1700 °C, rezultând la fiecare tonă de siliciu metalurgic de puritate de cca 98-99 % în jur de 1,5 T de CO2. Prin acest procedeu în 2002 s-au produs 4,1 T siliciu. Mare parte din acesta este utilizat de industrie la fabricare a oțelului și în industria chimică și numai o mică parte în microelectronică și la fabricarea de celule fotovoltaice.

Din siliciul brut printr-un proces de fabricație în trepte bazat pe triclorsilan se obține siliciul policristalin de cea mai mare puritate.

Până în prezent (2006) în producție se recurge la o tehnologie Siemens bazat pe un procedeu de tip CVD condensare de vapori de siliciu, procedeu elaborat și optimizat pentru ramura de microelectronică. În microelectronică cerințele de calitate sunt total diferite de cele din fabricarea de celule fotovoltaice. Pentru fabricarea de celule solare este foarte importantă puritatea plăcii de siliciu în toată masa ei pentru a asigura o cât mai mare durată de viață pentru purtătorii de sarcină, pe când în microelectronică cerința de foarte înaltă puritate se rezumă în principiu la stratul superior până la o adâncime de 20-30 µm. Deoarece între timp consumul de siliciu de înaltă puritate pentru fabricarea de celule fotovoltaice a întrecut pe cel pentru microelectronică, actualmente se fac cercetări intense pentru elaborarea de procedee de fabricare speciale mai ieftine optimizate pentru celule solare.
Cu toate că procesul de producție a siliciului pur este foarte energofag, energia consumată la fabricarea celulelor solare, în funcție de tehnologia utilizată, se poate recupera în 1,5 până la 7 ani. Dacă se ia în considerare că durata de viață a panourilor solare este de peste 20 ani bilanțul energetic rezultat este pozitiv.
Siliciul pur în continuare poate fi prelucrat în mai multe feluri. Pentru celule policristaline amintim procedeele de turnare Bridgman și EVG, pe când pentru cele monocristaline procedeul Czochralski. În fiecare din acestea în procesul fabricare a blocurilor sau barelor se face simultan și impurificare cu Bor (vezi mai jos).

#### Procedeul de turnare
Acesta se utilizează la fabricarea siliciului policristalin. Siliciul pur se topește într-un cuptor cu inducție după care se toarnă într-un recipient de formă pătrată în care se supune la un proces de răcire cât mai lent posibil în cursul căruia vor apare cristale cât mai mari posibil. Recipientul are dimensiunile 50*50 cm, masa solidificată având înălțimea de 30 cm. Blocul astfel solidificat se taie în mai multe blocuri mai mici cu lungimea de 30 cm.
Un alt mod reprezintă turnare continuă, procedeu prin care materialul este turnat direct pe support la dimensiunile cerute. Avantajul constă în eliminare pierderilor rezultate din tăiere.

#### Procedeul Bridgman
Procedeul numit după Percy Williams Bridgman este aplicat tot în procesul de fabricare a siliciului policristalin. Siliciul pur se topește tot într-un cuptor cu inducție dar procesul de răcire în urma căruia în masa topită se formează mari zone ocupate de câte un cristal are loc chiar în cuptor.
Materialul se supune unei încălziri progresive pornind de la bază astfel încât în momentul topirii stratului superior, la bază deja se produce întărirea materialului.
Dimensiunile blocurilor obținute sunt mai mari (60*60 cm –70*70 cm) cu înălțimea de 20–25 cm, și se procedează la tăierea lor în blocuri mai mici având lungimea de 20–25 cm.

#### Procedeul Czochralski
Este utilizat la fabricarea de bare lungi monocristaline. Înainte de tăierea plăcilor necesare celulelor, barele cilindrice rezultate se ajustaează astfel încât să prezinte o secțiune pătrată.

#### Procedeul de topire zonală
Se mai numește și procedeu Float-Zone și se aplică tot la producerea monocristalelor de siliciu sub formă de bară. Puritatea materialului obținut fiind superioară celei necesitate în confecționarea celulelor solare, și costurile fiind mari, procedeul este rar utilizat. Singura firmă ce utilizează acest procedeul este SunPower din Statele Unite.

#### Fabricare de wafere (discuri/plăci subțiri de siliciu)
Din barele de cristal vor fi secționate plăcuțe(wafer) cu un fierăstrău special constând dintr-o sârmă lungă pe care s-au aplicat particule de diamant și care este înfășurată pe cilindri ce se rotesc. Un bloc este complet secționat în plăcuțe de cca 0,18…0,28 mm la o singură trecere. Praful rezultat în urma debitării este inutilizabil și reprezintă până la 50 % din material.
Pentru obținerea de plăcuțe de siliciu la început se utiliza materia primă excedentară rezultată din fabricarea de circuite integrate, care nu corespundea calitativ dar era potrivită pentru fabricarea celulelor solare. Datorită cererii mult crescute a producției de [[Panou fotovoltaic|panouri solare]], această sursă are o importanță nesemnificativă.
Celulele monocristaline prezintă o suprafață omogenă, pe când la celulele policristaline se pot deosebi zone distincte cu cristale având orientări diferite, ceea ce creează o imagine asemănătoare florilor de gheață.
În stadiul de plăcuță(wafer) fața și reversul plăcuței nu se deosebesc.

#### Prelucrarea plăcilor de siliciu
Plăcile debitate vor fi trecute prim mai multe băi de spălare chimică pentru a înlătura defectele de debitare și a pregăti o suprafață potrivită captării luminii. Pentru aceasta s-au elaborat diferite procedee utilizate de fabricanți.
În mod normal în această fază plăcile sunt deja impurificate cu bor. Aceasta înseamnă că se găsește deja un surplus de goluri care pot capta electroni deci avem o impurificare tip “p”. Pe parcursul procesului de fabricare a celulei solare pentru crearea unei joncțiuni “p-n” este necesar să impurificăm suprafața ei cu impurități de tip “n” ceea ce se poate realiza într-un cuptor într-o atmosferă de fosfor. Atomii de fosfor pătrund în suprafață și vor crea o zonă de cca 1 µm cu un surplus de electroni.
Pasul următor va consta în adăugarea unui electrod transparent din SiNx sau TiO2 .
Urmează imprimarea zonelor de contact și a structurii necesare pentru colectarea curentului generat. Fața celulei este prevăzută de cele mai multe ori cu două benzi pe care ulterior se vor fixa legăturile dintre mai multe celule. În afară de aceasta se va aplica o grilă conductoare foarte subțire , care pe de o parte deranjează foarte puțin intrarea luminii, pe de altă parte micșorează rezistența electrică a electrodului. Reversul plăcii de regulă este complet acoperit cu un material bun conductor de electricitate.
După procesare, celulele vor fi clasificate după proprietățile lor optice și electrice, mai apoi sortate și asamblate în panouri solare.

### Fabricarea plăcilor semiconductoare în mod direct
În dorința de a se evita detașarea plăcilor din blocuri , se găsesc diferite alte modalități ce permit fabricarea celulelor solare.

#### Procedeul EFG
EFG este prescurtarea de la Edge-defined Film-fed Growth. Prin acest procedeu dintr-o cadă de grafit încălzită electric se trag în sus tuburi octogonale de cca 6 până la 7 m cu o viteză de cca 1 mm/s. Lățimea unei fețe este de 10-12.5 cm, iar grosimea peretelui atinge cca 280 µm. Apoi tuburile vor fi tăiate de-a lungul canturilor cu un laser NdYAG, după care fiecare fațetă pe baza unei grile de-a latul. Astfel se pot realiza celule cu diferite dimensiuni (de exemplu 12.5*15 cm sau 12.5*12.5 cm).
În acest fel se obține o întrebuințare de 80 % a materialului disponibil. Celulele astfel realizate sunt de obicei policristaline, care la vedere se deosebesc clar de cele debitate, printre altele suprafața lor este mai ondulată. Acest procedeu se mai numește și procedeu octogonal sau de extrudare.
Procedeul EFG este utilizat de firma Schott Solar în Germania și a fost dezvoltat de firma ASE Solar din Statele Unite.

#### Procedeul String-Ribbon
Mai există un procedeu dezvoltat de firma Evergreen Solar din Statele Unite care constă în tragerea cu ajutorul a două fire a unei pelicule din siliciul topit. În cursul acestui proces rezultă mai puține deșeuri (șpan ce trebuie înlăturat) ca la procedeele uzuale.

#### Procedeul cu transfer de strat
La acest procedeu direct pe un substrat (corp subțire solid, de obicei cu o orientare cristalină predefinită) se crește un monocristal de siliciu sub forma unui strat de cca 20 µm grosime. Ca material purtător se pot utiliza substraturi ceramice, sau siliciu supus unui tratament superficial. Placa (wafer) formată ca fi deprinsă de stratul purtător care în continuare va putea fi reutilizată. Avantajele procedeului constau în consumul de siliciu semnificativ redus datorită grosimii mici, și lipsa deșeurilor din debitare (pas ce nu mai mai apare în acest procedeu). Randamentul atins este mare și se situează în domeniul celulelor monocristaline.

### Celule din siliciu „murdar“
Procesul de topire și impurificare zonală se poate aplica și în cazul suprafețelor plate/straturi. Principiul constă în faptul că impurificarea, prin tratamentul termic (multiplă retopire prin deplasare laterală de exemplu cu ajutorul unui fascicol laser) al siliciului, poate fi concentrată în câteva locuri..

## Alte tipuri de celule solare

### Celule solare cu strat subțire

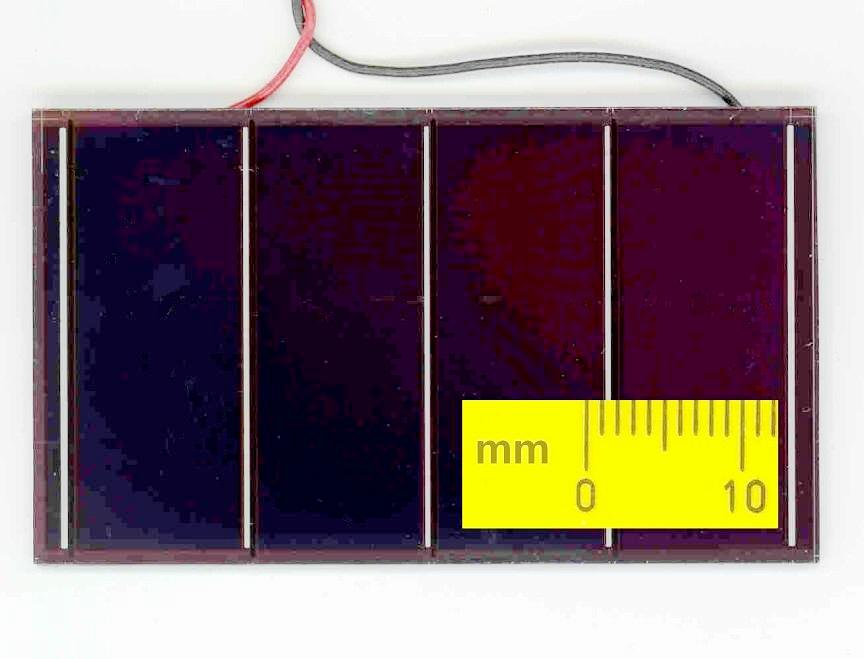
Celule solare cu strat subțire din siliciu amorf pe sticlă, 4 celule pe rând

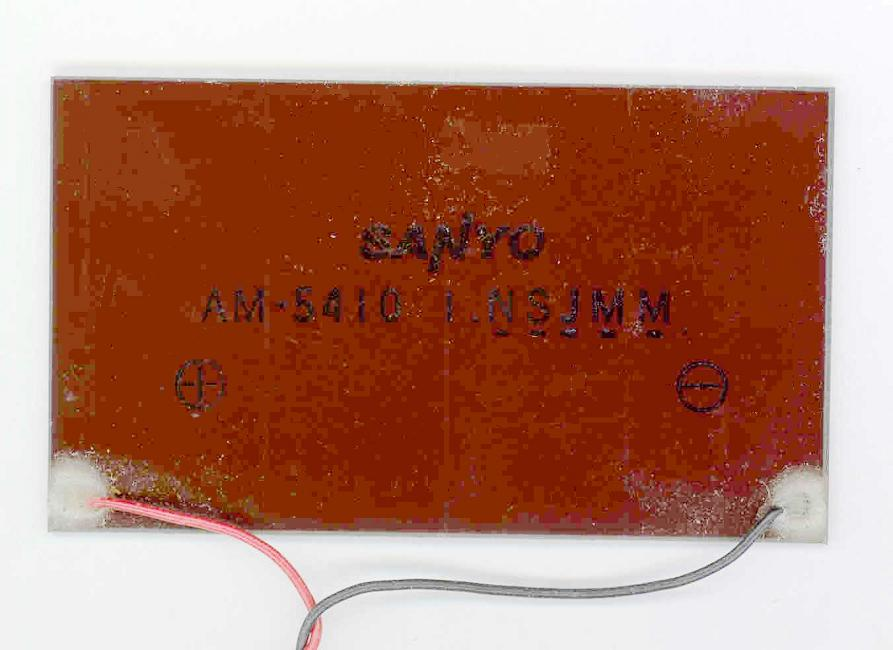
Vedere din spate (din partea stratului, lăcuit maro)

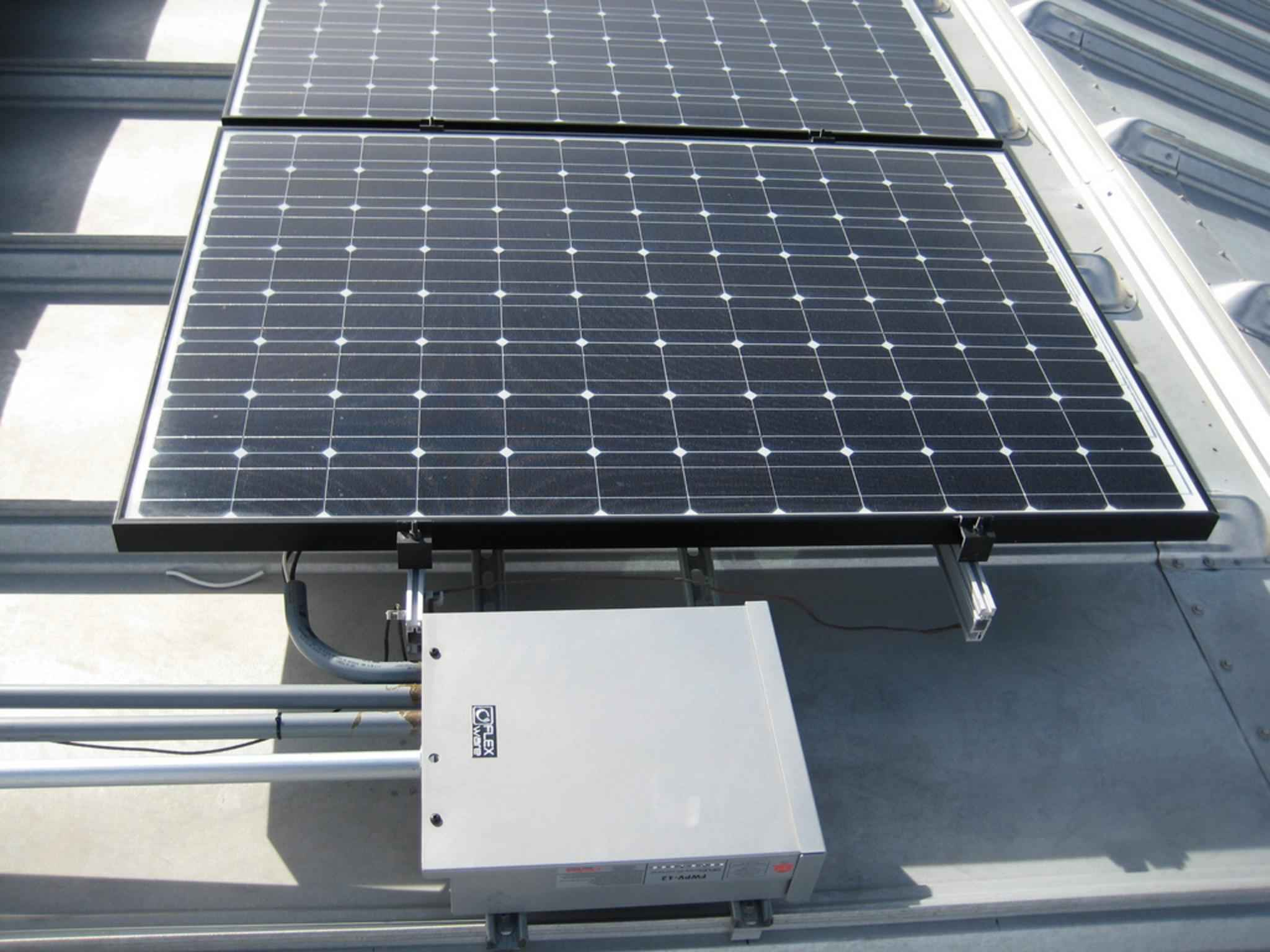
Tipuri de celule solare

Celulele solare cu strat subțire se găsesc în diferite variante după substrat și materialul condensat având o varietate a proprietăților fizice și a randamentului pe măsură. Celulele solare cu strat subțire se deosebesc de celulele tradiționale (celule solare cristaline bazate pe plăci de siliciu) înainte de toate în tehnologia de fabricație și grosimea stratului materialului întrebuințat. Proprietățile fizice ale siliciului amorf, care se deosebesc de cele ale siliciului cristalin determină proprietățile celulelor solare. Anumite proprietăți nu sunt încă pe deplin clarificate din punct de vedere teoretic.
Chiar și la celulele solare cristaline lumina este absorbită deja într-un strat superficial (de o adâncime de cca 10 µm). Ar fi deci de preferat să se fabrice celulele solare cu un strat foarte subțire. În comparație cu celulele din plăci de siliciu cristalin celule cu strat subțire sunt de 100 de ori mai subțiri. Celulele cu strat subțire se obțin de cele mai multe ori prin condensarea din fază gazoasă direct pe un material purtător care poate fi sticlă, folie metalică, material sintetic, sau alt material. Procesul costisitor de debitare a blocurilor de siliciu descris în capitolul anterior poate fi deci eliminat.

Cel mai întrebuințat material pentru celulele cu strat foarte subțire este siliciul amorf (a-Si:H). Modulele cu celule de acest tip au o durată de viață lungă. Testele confirmă un randament stabil pe o perioadă de mai mult de 10 ani.

Alte materiale ce se mai pot întrebuința sunt siliciul microcristalin (µc-Si:H), arseniura de galiu (GaAs), teluriura de cadmiu (CdTe) sau legături cupru-indiu-(galiu)-sulf-seleniu, așa numitele celule CIS, respective celule CIGS unde în funcție de tip S poate însemna sulf sau seleniu.

Modulele pe bază de celule cu strat subțire CIS au atins deja un randament de 11-12  % vezi ) egal cu cel al modulelor multicristaline cu siliciu.
Pentru producerea de curent electric este de dorit un randament mai mare, pe care parțial îl pot oferi și celulele cu strat subțire. Se pot atinge randamente în jur de 20 % (de exemplu 19,2  % cu cellule CIS vezi ).
Totuși randamentul nu este singurul criteriu în alegere, de multe ori mai importante sunt costurile la care se poate produce curent cu ajutorul panourilor solare, iar acestea sunt determinate de procedeul de fabricație utilizat și de prețul materiei prime.
Una din proprietățile avantajoase a celulelor cu strat subțire constă în faptul că nu necesită un substrat rigid ca de exemplu sticlă sau aluminiu. La celulele solare flexibile ce pot fi fixate pe rucsac sau cusute pe haină, se acceptă un randament mai scăzut deoarece factorul greutate este mai important decât transformarea optimă a luminii în energie electrică.
O altă proprietate avantajoasă a celulelor cu strat subțire, mai ales al celor din siliciu amorf este că ele au un mod de fabricație mai simplu și pot avea o suprafață efectivă mai mare. Din acest motiv ele au un segment de piață semnificativ.
Utilajele de fabricație parțial sunt identice cu cele utilizate în fabricarea de ecrane plate, și se pot obține straturi cu o suprafață de peste 5 m². Cu procedeul de fabricație bazat pe siliciu amorf se pot produce și straturi subțiri din siliciu cristalin, așa numitul siliciu microcristalin combinînd proprietățile siliciului cristalin ca material pentru celule solare cu avantajele metodelor utilizate în tehnica filmului subțire. Prin combinarea siliciului amorf și a celui microcristalin au fost obținute măriri substanțiale de randament în ultimul timp.
Un procedeu de producere a celulelor cu strat subțire din siliciu este CSG (Crystalline Silicon on Glass); prin acesta se depune un strat subțire de mai puțin de 2 µm direct pe o suprafață de sticlă; după un tratament termic se obține structura cristalină. Circuitele pentru curentul electric se aplică cu ajutorul tehnicii laser și celei utilizate în imprimantele cu jet de cerneală. Pe baza acestei tehnologii se construiește o fabrică în Germania, care ar trebui să producă primele module în 2006. (Sursa: CSG Solar)

### Celule cu concentrator
La acest tip de celulă se economisește suprafață de material semiconductor prin faptul că lumina este concentrată pe o suprafață mai mică prin utilizarea lentilelor, acestea fiind mult mai ieftine decât materialul semiconductor. În mare parte la acest tip de celule se utilizează semiconductori pe bază de elemente din grupa III-V de multe ori aplicate în tandem sau pe trei straturi. Din cauza utilizării lentilelor, panourile cu acest tip de celule trebuie orientate incontinuu perpendicular pe direcția razelor solare.

### Celule solare electrochimice pe bază de pigmenți
Acest tip ce celule se mai numesc și celule Grätzel. Spre deosebire de celulele prezentate până acum la celule Grätzel curentul se obține prin absorbție de lumină cu ajutorul unui pigment, utilizându-se oxidul de titan ca semiconductor. Ca pigmenți se utilizează în principiu legături complexe al metalului rar ruteniu, dar în scop demonstrativ se pot utiliza și pigmenți organici, de exemplu clorofila, sau anthocian (din mure) (dar au o durată de viață foarte redusă). Modul de funcționare al acestui tip de celule nu este încă pe deplin clarificat; este foarte probabilă utilizarea comercială, dar tehnologia de producție nu este pusă la punct.

### Celule solare din compuși organici
Celule solare din compuși organici utilizează legături carbon-hidrogen care au proprietăți semiconductoare. În acești semiconductori lumina excită goluri/electroni din legăturile de valență, care însă au un spectru de lungime de undă destul de restrâns. De aceea deseori se utilizează două materiale semiconductoare cu nivele de energie puțin diferite pentru a împiedica dispariția acestor purtători. Randamentul pe o suprafață de 1 cm² se cifrează la maximal 5 % (situația la nivel de ianuarie 2007).

### Celule bazate pe fluorescență
Este vorba de celule solare, care mai întâi produc lumină de lungime de undă mai mare prin fenomenul de fluorescență, ca mai apoi să o transforme la marginile plăcii.

## Istoric

Deja și în Grecia antică se știa că energia luminii se poate utiliza, astfel se pare că la asediul Siracuzei în anul 212 înaintea erei noastre grecii au concentrat lumina solară cu oglinzi și au îndreptat-o către flota asediatoare a romanilor, incendiind-o. Tot grecii au fost și cei care au utilizat energia luminoasă în scop pașnic aprinzând cu ea flacăra olimpică.
În 1839 Alexandre Edmond Becquerel a descoperit că o baterie expusă la soare produce mai mult curent electric decât una neexpusă. Pentru acest experiment a măsurat diferența de potențial dintre doi electrozi de platină situați unul pe fața luminată și celălalt pe fața umbrită a recipientului și scufundați într-o baie de soluție chimică acidă . Când a expus această construcție la soare a observat trecerea unui curent printre electrozi. Așa a descoperit efectul fotoelectric pe care însă nu îl putea explica încă. Mărirea conductivității seleniului a fost demonstrată în 1873. Zece ani mai târziu a fost confecționat prima celulă fotoelectrică “clasică”. După încă zece ani în 1893 a fost confecționat prima celulă solară care producea electricitate.
În 1904 fizicianul german Philipp Lenard a descoperit că lumina incidentă pe anumite suprafețe metalice eliberează electroni din suprafața acestuia și astfel a oferit prima explicație referitoare la efectul fotoelectric. Totuși el nu știa încă de ce și la care metale se produce acest efect. Cu toate acesta pentru această descoperire el a obținut premiul Nobel pentru fizică în anul 1905. Rezolvarea problemei a venit de la Albert Einstein în 1905 când cu ajutorul teoriei cuantice a explicat dualitate luminii ea fiind prezentă în același timp și ca particulă și ca undă. Până atunci se credea că lumina este doar energie cu diferite lungimi de undă. Einstein în experimentele sale a constatat că lumina în unele situații se comportă ca o particulă, și că energia fiecărei particule sau foton depinde doar de lungimea de undă. El a descris lumina ca o serie de gloanțe ce ating suprafața materialului. Dacă aceste gloanțe au suficientă energie, un electron liber din metalul atins de foton se va elibera din structura acestuia. Totodată a constatat că energia cinetică maximă a electronului este independentă de intensitatea luminii și depinde doar de energia fotonului care l-a eliberat. Această energie depinde totodată numai de lungimea de undă respectiv frecvența luminii.
Pentru lucrările sale privind fenomenul fotovoltaic, a obținut premiul Nobel pentru fizică în anul 1921. Descoperirea în anul 1949 a joncțiunii p-n de către William B. Shockley, Walther H. Brattain și John Bardeen a fost încă un pas mare în direcția celulelor. După această descoperire fabricării celulei solare în forma cunoscută astăzi nu îi mai sta nimic în cale. Fabricarea primei celule solare în 1954 în laboratoarele firmei americane Bell se datorează totuși unei întâmplări fericite. Angajații firmei sub conducerea lui Morton Price au observat cînd cercetau un redresor cu siliciu, că acesta producea mai mult curent când era expus la soare. Ca urmare firma Bell prin contribuția domnilor Chapin, Fuller și Pearson a dezvoltat în 1953 primele celule solare din siliciu impurificate cu arsen dar care aveau un randament de doar 4 % care a fost mărit la 6 % prin schimbarea impurificării.
În 1958 au fost testate celule solare pentru prima dată pe sateliul Vanguard I dotat cu un panou solar având 108 celule solare pe bază de siliciu. Rezultatele obținute au fost peste așteptări – până în ziua de azi sondele spațiale până dincolo de Marte sunt alimentate cu curent produs de celulele solare, iar în anul 2011 se va lansa sonda spațială Juno care va fi prima sondă spațială spre Jupiter alimentată cu curent produs de celule solare. S-au atins în spațiu randamente de până la 10,5  %. Aceste rezultate nu se puteau realiza pe Pământ și datorită condițiilor diferite din spațiu unde nu se regăsește ritmul zi-noapte și lumina naturală nu este absorbită parțial de atmosferă și nori, totodată radiațiile cosmice conduc la o îmbătrânire mai rapidă a celulelor solare decât pe pământ. De aceea industria și cercetarea încearcă obținerea unor randamente tot mai mari în paralel cu prelungirea duratei de viață.
Randamentul teoretic pentru celule solare pe bază de siliciu se consideră a fi de 29 % pentru condițiile de iradiație pe spectrul din zona de mijloc. 
Mandelkorn și Lamneck au mărit durata de viață a celulelor solare în 1972 printr-o reflectare a purtătorilor de sarcină minoritari după ce au introdus un strat numit black surfaces field (BSF) în stratul impurificat “p”. În 1973 Lindmayer și Ellison au confecționat așa numita celulă mov ce avea un randament de 14 %. Prin reducerea reflexiei în 1975 s-a mărit randamentul la 16 %. Aceste celule s-au numit celule CNR (Comsat Non Reflection; Comsat = Telefonsatelit ) și au fost concepute pentru sateliți
Criza de la începutul anilor 70 a condus la creșterea prețurilor produselor petroliere având ca rezultat creștere prețului energiei. Acest lucru a impulsionat cercetările în domeniul celulelor solare. În 1980 s-a început organizarea de concursuri de automobile acționate cu energie electrică obținută de la module solare. În 1981 un avion acționat de energie solară a traversat Canalul Mânecii. Între timp Green precum și specialiștii de la Universitatea Stanford și cei de la Telefunken au dezvoltat celule solare cu un randament în jur de 20 %.

## Forme și mărimi
La începutul comercializării panourilor solare, celulele aveau o formă rotundă, păstrând forma barelor de siliciu din care au fost debitate. Această formă azi este rar utilizată locul ei fiind preluat de formele dreptunghiulare de cele mai multe ori pătrate având colțurile mai mult sau mai puțin teșite. Până la sfârșitul anilor 1990 celulele solare aveau cel mai des mărimea de fabricație de 100*100 mm (în jargonul de specialitate numite celule de 4 țoli). După aceea au fost introduse pe scară tot mai largă celulele cu latura de 125 mm, și de prin anul 2002 și celulele cu latura de 150 mm se utilizează tot mai des în modulele standard și se prevede că nici celulele de 200*200 nu vor fi o raritate în viitor.
În procesul debitare rezultă și plăci de dimensiuni mai mici, care pot genera aceeași tensiune doar cu un curent mai mic datorită suprafeței mai mici, și care își găsesc aplicația în aparatele cu consum mic.
Prin procedeul EFG rezultă și patrulatere cu laturi de lungimi diferite.

## Îmbătrânirea
Prin îmbătrânire înțelegem modificarea parametrilor de funcționare a elementelor semiconductoare a celulelor solare în timp. În cazul de față în special scăderea randamentului pe parcursul vieții acestora.
Perioada luată în considerare este de cca 20 ani, În condiții de utilizare terestră, randamentul scade cu cca 10 %, pe când în spațiu acest procent se atinge într-un timp mult mai scurt datorită câmpurilor de radiații mult mai puternice.
Pierdere de randament în utilizare se datorează în multe cazuri unor cauze banale independente de celulele solare. Aici enumerăm murdărirea suprafețelor sticlei de protecție a modulelor, mucegăirea pornind de la rama modulului, umbrirea modulelor de către vegetația din jur crescută între timp, îngălbenirea polimerilor care constituie materialul de contact între celulă și sticlă.

### Celule solare cristaline
La celulele solare actuale randamentul este de cca 12–17 %. Adesea fabricantul acordă o garanție la randament de 80–85 % (la puterea de vârf) după 20 ani. Rezultă deci după un timp de utilizare îndelungat pierderi destul de limitate, ceea ce îndreptățește utilizarea sistemelor cu panouri solare.
Pentru îmbătrânirea propriu-zisă a celulelor solare răspunzător sunt defecte provenite din recombinare, ceea ce reduce durata de viață a purtătorilor de sarcină cu cca 10 % față de valoarea inițială. În celulele fabricate după procedeul Czochralski îmbătrânire este produsă de crearea de compuși complecși cu bor-oxigen.

### Celule solare amorfe
Aceste celule ating un grad avansat de îmbătrânire de până la 25 % în primul an de funcționare de aceea pentru acest tip de panouri solare în caracteristicile tehnice din documentele de însoțire nu se dă puterea atinsă la fabricație ci puterea de după procesul de îmbătrânire. Ca urmare acest tip de panouri au caracteristici mai bune la cumpărare decât cele din documente. Îmbătrânirea se produce sub acțiunea luminii și este rezultatul așa numitului effect Staebler-Wronski (SWE). În cadrul acestuia siliciul hidrogenat amorf (a-Si:H) metastabil trece printr-o fază de creștere concentrației defectelor cu un ordin de mărime, paralel cu scăderea conductivității și deplasarea nivelului Fermi către mijlocul distanței dintre banda de valență și banda de conducție.
După cca 1000 ore de expunere la soare, celulele de siliciu amorf ating un grad de saturare stabil.

## Caracteristici tehnice
Parametrii tehnici ai celulelor solare sunt dați pentru condiții standard (STC, Standard Test Conditions).:
- Intensitate luminoasă de 1000 W/m2 în zona panoului,
- Temperatura celulei solare constant 25 °C,
- Spectrul luminii AM 1,5 global; DIN EN 61215, IEC 1215, DIN EN 60904, IEC 904.

AM 1,5 global indică slăbirea luminii solare la suprafața pământului în funcție de latitudine datorită parcurgerii unei mase mai mari de aer proporțional cu latitudinea (în acest caz se consideră latitudinea de 50°). Aceasta corespunde condițiilor de vară din Europa centrală din nordul Italiei până în centrul Suediei. În iarnă condițiile corespund unor valori de AM 4 până la AM 6.
Prin absorbție atmosferică și spectrul luminii ce cade pe panou se deplasează. Global indică faptul că lumina este compusă atât din lumina difuză cât și din cea directă.
Este de remarcat că în realitate îndeosebi vara la prânz, temperatura celulelor solare 
(în funcție de poziție, condiții de vânt etc.) poate atinge 30 până la 60 °C ceea ce are ca urmare o scădere a randamentului. Din acest motiv se ia în calcul un alt parametru, PNOCT care indică puterea la temperatura de funcționare normală (normal operating cell temperature).
Prescurtări utilizate:
- SC: Short Circuit - scurtcircuit
- OC: Open Circuit - mers în gol
- MPP: Maximum Power Point - punctul de putere maximă
- PR: Performance Ratio Qualitätsfaktor Factor de performanță, indică porțiunea în care panoul furnizează curentul la valori nominale.

Caracteristicile unei celule solare sunt:
- Tensiunea de mers în gol {\displaystyle U_{\rm {OC}}} (auch {\displaystyle V_{\rm {OC}}})
- Curentul de scurtcircuit {\displaystyle I_{\rm {SC}}}
- Tensiunea în punctul optim de funcționare {\displaystyle U_{\rm {MPP}}} (auch {\displaystyle V_{\rm {MPP}}})
- Curentul în punctual de putere mazimă {\displaystyle I_{\rm {MPP}}}
- Puterea maximă estimată{\displaystyle P_{\rm {MPP}}}
- Factor de umplere {\displaystyle FF={\frac {\rm {P_{MPP}}}{U_{\rm {OC}}\cdot I_{\rm {SC}}}}}
- Coeficient de modificare a puterii cu temperatura celulei
- Randamentul celulei solare {\displaystyle \eta ={\frac {P_{\rm {MPP}}}{A\cdot P_{\rm {opt}}}}} la o suprafață iluminată A și intensitate luminoasă {\displaystyle P_{\rm {opt}}}

Celulele solare deci pot ceda o putere de 160 W/ m². Incluse în module puterea pe suprafață va fi mai scăzută pentru că între celule și marginea modulului este o distanță.
Randamentul este raportul dintre puterea debitată de panou și putere conținută în lumina incidentă totală. Semiconductoare cu zona interzisă stabilă utilizează doar o parte a luminii solare. Randamentul teoretic maxim ce poate fi atins în acest caz este de 33 %, pe când randamentul theoretic maxim la sistemele cu mai multe benzi interzise care reacționează la toate lungimile de undă a luminii solare este de 85 %.
| Material                           | Randament(AM1,5)  | Durată de viață | Costuri      |
| ---------------------------------- | ----------------- | --------------- | ------------ |
| Siliciu amorf                      | 5-10 %            | < 20 J ani      |              |
| Siliciu policristalin              | 10-15 %           | 25-30 ani       | 5 EUR/W      |
| Siliciu monocristalin              | 15-20 %           | 25-30 ani       | 10 EUR/W     |
| Arseniura de galiu (monostrat)     | 15-20 %           |                 |              |
| Arseniura de galiu (doua straturi) | 20 %              |                 |              |
| Arseniura de galiu (trei straturi) | 25 % (30% la AM0) | >20 ani         | 20-100 EUR/W |

Randamentul celulelor solare comerciale este de cca 20 %, iar modulele construite cu acestea ating un randament de cca 17 %. Recordul pentru celulele fabricate în condiții de laborator este de 24,7 % (University of New South Wales, Australia), din care s-au confecționat panouri cu un randament de 22 %. Prețul acestor module fabricate prin procedeul de topire zonală este de cca 200 Euro pe celulă la o suprafață a celulei de 21,6 cm2, corespunzând unui cost de 5-10 Euro/W. Sistemele GaAs au costuri de 5 până la 10 ori mai mari.
Îmbătrânirea conduce la scăderea randamentului cu cca 10 % în 25 ani. Fabricanții dau garanții pe cel puțin 80 % din puterea maximă în 20 ani.
În spațiu constanta solară este mai mare decât iluminarea globală la nivelul solului, totodată celulele solare îmbătrânesc mai repede. Panourile pentru sateliți ating momentan (2005) un randament de 25 % la o durată de viață de 15 ani.

### Scheme de conectare

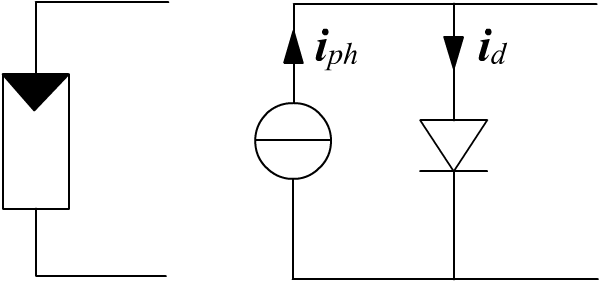
Schemă de conectare și schemă echivalentă a unei cellule solare

Semnul convențional pentru o celulă solară indică asemănător unei diode sau fotodiode prin interediul unei săgeți sensul curentului pentru conectare. Caracteristica unei cellule solare se deosebește totuși de cea a unei fotodiode ideale. Pentru a modela aceste diferențe, există mai multe scheme echivalente.

#### Schemă echivalentă simplificată
Schema este compusă dintr-o sursă de curent legată în paralel cu o diodă ideală. Această sursă produce un curent dependent de intensitatea luminii și este modelat de fotocurentul {\displaystyle I_{Ph}}. La valoare curentului total contribuie și curentul prin diodă {\displaystyle I_{D}} (siehe Diode) zu {\displaystyle I=I_{Ph}-I_{D}=I_{Ph}-I_{S}\left[e^{\frac {U_{D}}{n\cdot U_{T}}}-1\right]}.

#### Schemă echivalentă extinsă (Model cu una sau două diode)

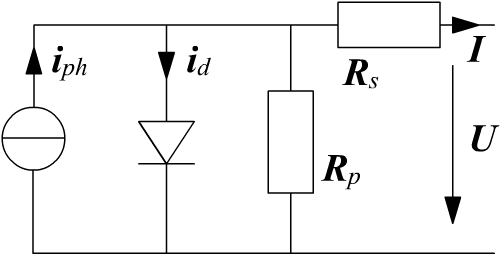
Model de celululă solară cu o diodă

Schema extinsă ține cont de parametrii reali ai elementelor componente care apar în procesul de fabricație. Prin aceasta se încearcă modelarea cît mai exactă din punct de vedere electric a celulei solare. 
 Față de schema echivalentă simplificată la cea extinsă cu o diodă, schema se întregește cu o rezistență legată în parallel și una legată în serie.
- Rezistanța în paralel Rp ia în considerare defectele de cristal, impurificări neomogene și defecte de material prin care apar curenți de pierdere care traversează joncțiunea p-n. La celule solare bine construite această rezistență este relativ mare.
- Cu rezistența în serie Rs se iau în considerare efectele în urma cărora crește rezistența totală a elementelor componente. Acestea sunt în principal rezistența semiconductorului, rezistența contactelor și a legăturilor. La celulele solare această rezistență trebuie să fie cât se poate de mică.

Formula pentru curentul total în acest model este o funcție recursivă și arată astfel:
{\displaystyle I=I_{ph}-I_{d}-{\frac {U_{p}}{R_{p}}}=I_{ph}-I_{S}\left[e^{\frac {U+R_{s}\cdot I}{n\cdot U_{T}}}-1\right]-{\frac {U+R_{s}\cdot I}{R_{p}}}}

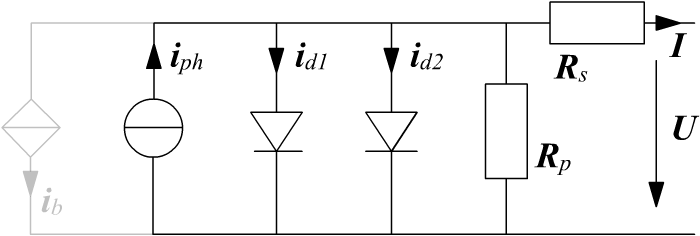
Model cu două diode cu sursă cu limitare de tensiune la efectul de avalanșă la tensiune inversă.

Față de cea anterioară aceastei scheme i se mai adaugă o diodă cu alți parametri
pentru a evidenția funcționarea în regim de tensiune inversă. Formulele pentru această schemă conțin referiri la conductivitatea gb, tensiunea de străpungere Ub și coeficientul exponențial de avalanșă și arată astfel: nb:
{\displaystyle I=I_{ph}-I_{b}-I_{S1}\left[e^{\frac {U+R_{s}\cdot I}{n_{1}\cdot U_{T}}}-1\right]-I_{S2}\left[e^{\frac {U+R_{s}\cdot I}{n_{2}\cdot U_{T}}}-1\right]-{\frac {U+R_{s}\cdot I}{R_{p}}}}
{\displaystyle I_{b}=g_{b}\cdot (U+R_{s}\cdot I)\cdot \left(1-{\frac {U+R_{s}\cdot I}{U_{b}}}\right)^{-n_{b}}}

## Amortizarea energetică și eficiența energetică
Amortizarea energetică este momentul în care energia consumată pentru fabricarea celulei fotovoltaice este egalată de cea produsă în timpul exploatării. Cel mai bine se prezintă din acest punct de vedere celulele cu strat subțire. Un panou solar (fără cadru) cu astfel de celule se amortizează în 2-3 ani, Celulele policristaline necesită până la amortizare cca 3-5 ani, pe când cele monocristaline 4-6 ani. Deoarece un sistem cu panouri solare include și suporții de montare, invertor etc. durata de amortizare energetică se mărește cu cca 1 an.

## Protecția mediului
În fabricarea de celule solare se utilizează parțial și materiale dăunătoare sănătății și mediului. Exemplu în acest sens prezintă celulele cu strat subțire CdTe și arseniura de galiu și mult discutatele celule solare de tip CIS și CISG. Producția în masă și utilizarea pe suprafețe extinse a acestora trebuie bine cântărită. Dar și producția de celule cu siliciu tradiționale ascunde pericole pentru mediu. Pentru persoane neavizate aceste riscuri ce sunt legate de procesul de fabricație nu sunt vizibile. Aici intervine cerința de a promova selectiv tehnologiile de fabricare a celulelor solare ce nu distrug mediul și care pe baza progreselor tehnologice promit avantaje concurențiale.